# Nordeste de Roraima
Nordeste de Roraima è una microregione dello Stato del Roraima in Brasile appartenente alla mesoregione di Norte de Roraima.

## Comuni
Comprende 4 comuni:
- Bonfim
- Cantá
- Normandia
- Uiramutã